# 威廉·斯特金

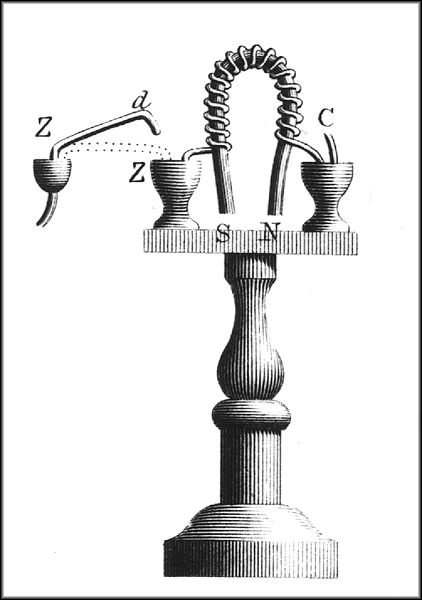
斯特金1824年发明的電磁鐵

威廉·斯特金（英語：William Sturgeon，1781年5月22日—1850年12月4日）是一位英格兰物理学家和发明家，发明了最早的電磁鐵。